# 12327 Terbrüggen
12327 Terbrüggen eller 1992 SX1 är en asteroid i huvudbältet som upptäcktes den 21 september 1992 av de båda tyska astronomen Freimut Börngen och Lutz D. Schmadel vid Tautenburg-observatoriet. Den är uppkallad efter den tyske läkaren Dietrich Terbrüggen.
Asteroiden har en diameter på ungefär 6 kilometer.